# Claire da Bélgica
Claire Louise Coombs (Bath, 18 de janeiro de 1974) é a esposa do príncipe Lourenço da Bélgica, o filho mais novo do rei Alberto II e da rainha Paula da Bélgica.

## Biografia
Filha de Nicholas Coombs, um empresário britânico, e de sua esposa belga Nicole Mertens, Claire mudou-se com sua família para Chaumont-Gistoux, perto de Bruxelas, em 1977, aos três anos de idade. Tem uma irmã mais velha, Joanna, e um irmão, Matthew.
Ela trabalha como técnica em agrimensura.

## Casamento e filhos
No dia 12 de abril de 2003, Claire Coombs desposou o príncipe Lourenço da Bélgica, o segundo filho do rei Alberto II e de sua consorte, a rainha Paola. A cerimônia civil ocorreu na Prefeitura de Bruxelas e a religiosa, na Catedral de São Miguel e Gúdula.
O casal tem uma filha e dois filhos gêmeos:
- Luísa (Woluwe-Saint-Lambert, 6 de fevereiro de 2004)
- Nicolas (Woluwe-Saint-Lambert, 13 de dezembro de 2005)
- Américo (Woluwe-Saint-Lambert, 13 de dezembro de 2005)

## Deveres reais
Como um membro da família real, a princesa Claire foi condecorada com a Ordem do Leopoldo. Ela participa de eventos públicos, como as celebrações do Dia Nacional da Bélgica, e eventos da família real, como casamentos e batizados.
Diferentemente de suas duas cunhadas, a rainha Matilde e a princesa Astrid, Claire não possui deveres oficiais como princesa, embora ela apareça ao lado de seu marido em eventos de caridade e seja patrona da Sociedade do Coro de Bruxelas.

## Títulos e estilos
- 18 de janeiro de 1974 - 12 de abril de 2003: "Senhorita Claire Louise Coombs"
- 12 de abril de 2003 - presente: "Sua Alteza Real princesa Claire da Bélgica".

A Claire recebeu o título "Princesa da Bélgica" do rei dez dias antes de seu casamento, pelo decreto real de 01 de abril de 2003 (em vigor a partir da data do casamento, em 12 de abril de 2003).

## Honras

### Honras belgas
- : Grande Cordão da Ordem de Leopoldo[4][5]

### Honras estrangeiras
- : Dama da Grande Cruz da Ordem da Coroa (2006)[6]
- : Dama da Grande Cruz da Ordem Real Norueguesa de Mérito (20 Maio de 2003)[7][8]
- : Dama da Grande Cruz da Ordem do Infante Dom Henrique (08 de março de 2006)[9][10]